# Manuel Gulde
Manuel Gulde, född 12 februari 1991, är en tysk fotbollsspelare som spelar för SC Freiburg.

## Klubbkarriär
Gulde började spela fotboll i SC Pfingstberg-Hochstätt och gick därefter till VfL Neckarau. Tillsammans med Pascal Groß och Marco Terrazzino gick Gulde till 1899 Hoffenheim 2007. Följande året var han en del av Hoffenheims trupp som blev mästare i U17-klassen. Den 24 januari 2010 debuterade Gulde i Bundesliga i en match mot Bayer Leverkusen, där han blev inbytt i den 75:e minuten mot Carlos Eduardo. Gulde var en del av startelvan för första gången den 19 februari 2010 i en match mot Borussia Mönchengladbach.
I februari 2011 förlängde Gulde sitt kontrakt med Die Kraichgauer fram till juni 2013. Sommaren 2012 värvades Gulde av SC Paderborn, där han skrev på ett ettårskontrakt med option på ytterligare ett år. Gulde debuterade den 16 september 2012 i en match mot Erzgebirge Aue.
Under sommaruppehållet 2013 gick Gulde till 2. Bundesliga-laget Karlsruher SC, där han skrev på ett tvåårskontrakt. Efter skadebekymmer så kom inte debuten förrän den 20 december 2013 i en 2–0-vinst över St. Pauli, där Gulde blev inbytt på övertid. Den 23 augusti 2014 gjorde han sitt första mål för Karlsruher i en 2–0-vinst över Fortuna Düsseldorf.
Inför säsongen 2016/2017 värvades Gulde av Bundesliga-klubben SC Freiburg. Han gjorde sitt första mål för klubben den 10 februari 2018 i en 1–2-förlust mot Hannover 96.

## Landslagskarriär
Gulde spelade för samtliga tyska ungdomslandslag mellan U16 och U20. 2008 tilldelades han Fritz Walter-medaljen av Tysklands fotbollsförbund för "Årets bästa U17-spelare".